# 无锡大剧院
31°31′01″N 120°16′29″E / 31.51697°N 120.27466°E
无锡大剧院（英語：Wuxi Grand Theatre），是位于中华人民共和国江苏省无锡市滨湖区的大剧院，是无锡市最大的剧院、无锡标志性文化设施。

## 沿革
无锡大剧院位于蠡湖南岸、无锡万象城西北侧，占地面积约676万平方米，地上七层、地下一层，总建筑面积约78万平方米。剧院由芬兰PES建筑事务所和上海建筑设计院共同设计。其建筑为八个巨型星顶建筑，如同蝴蝶翅膀。2009年4月开工建设，历时3年，总投资12.7亿元。2012年4月30日，正式首演投入使用。

## 图库

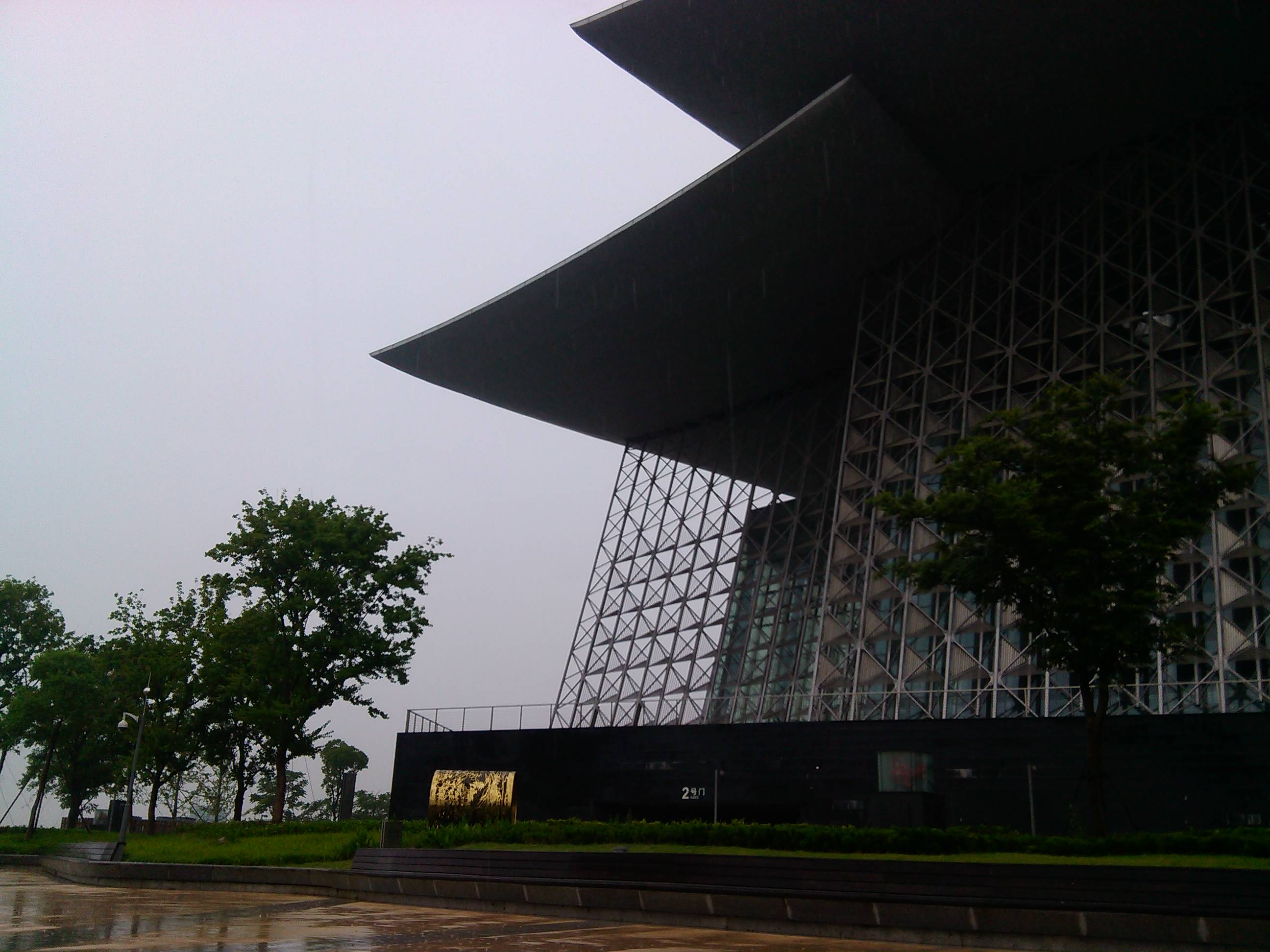
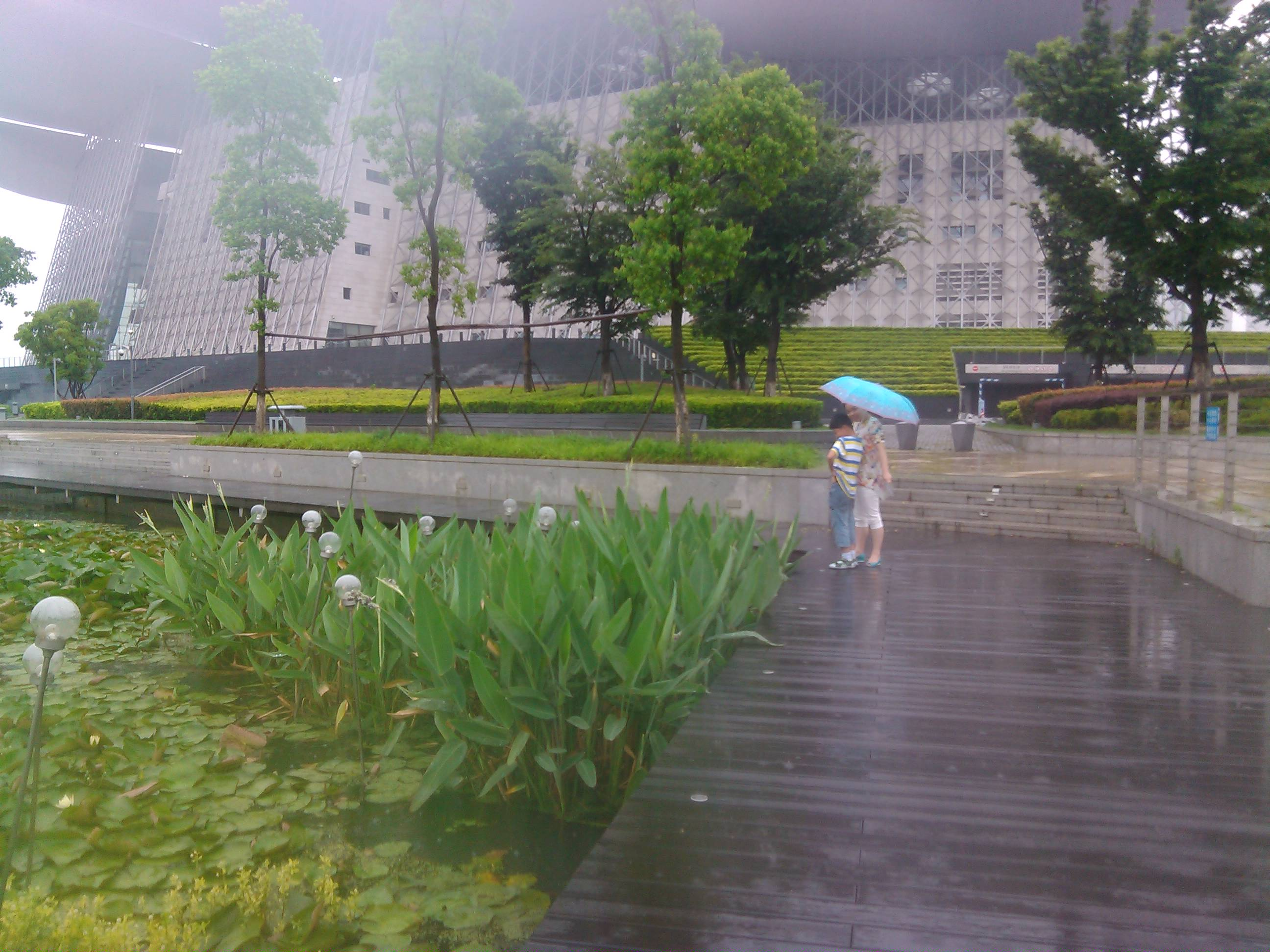
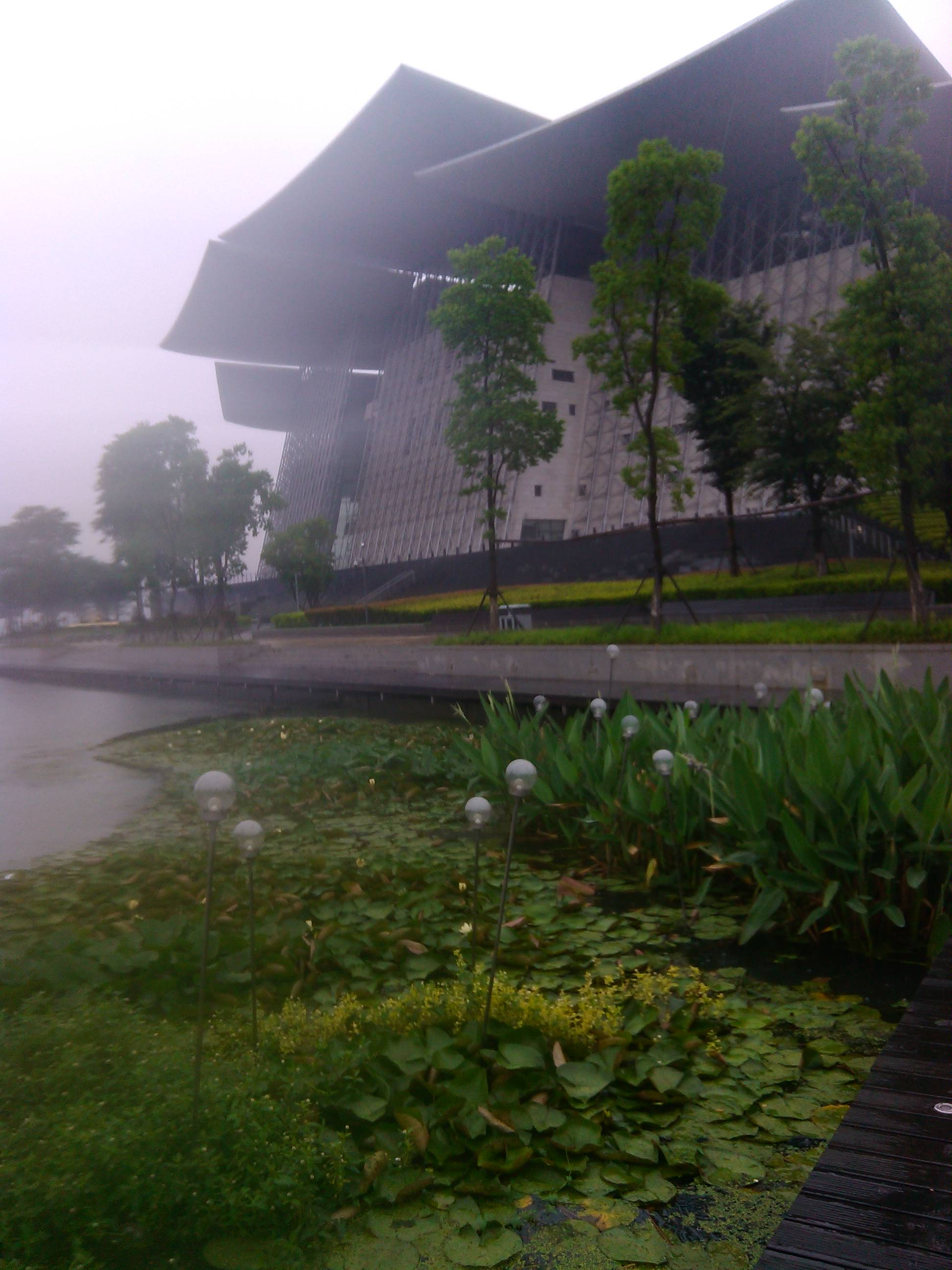
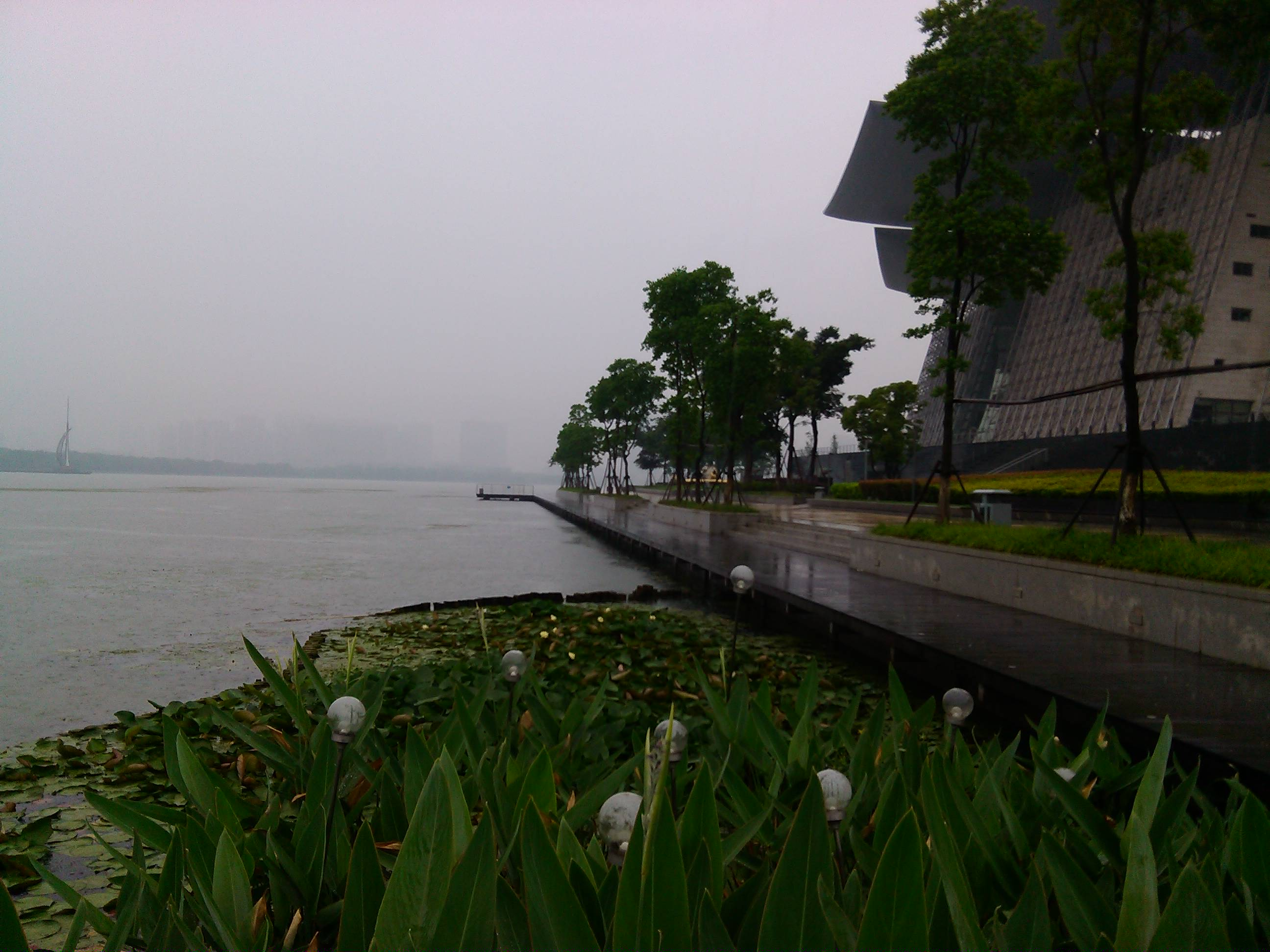
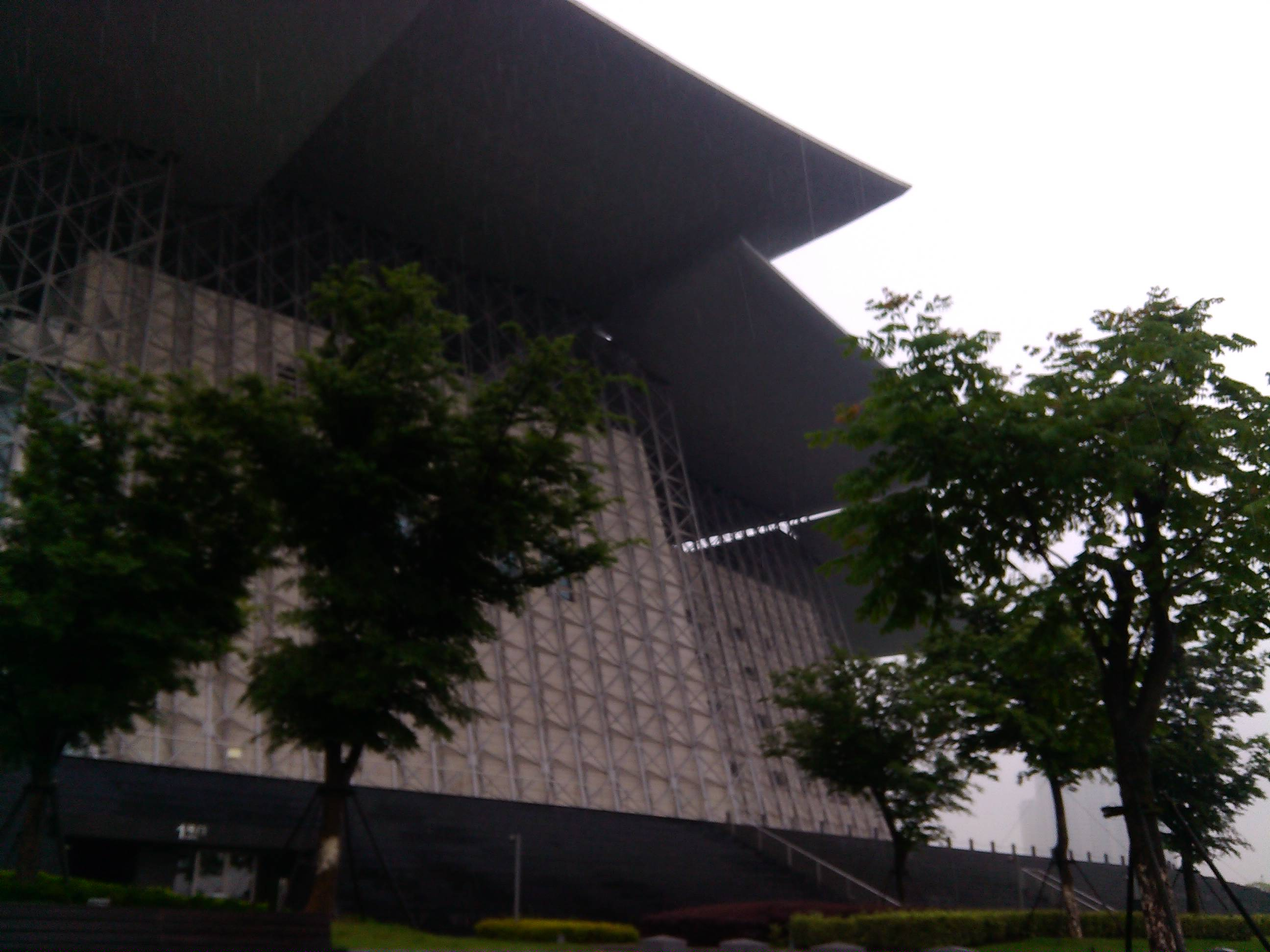
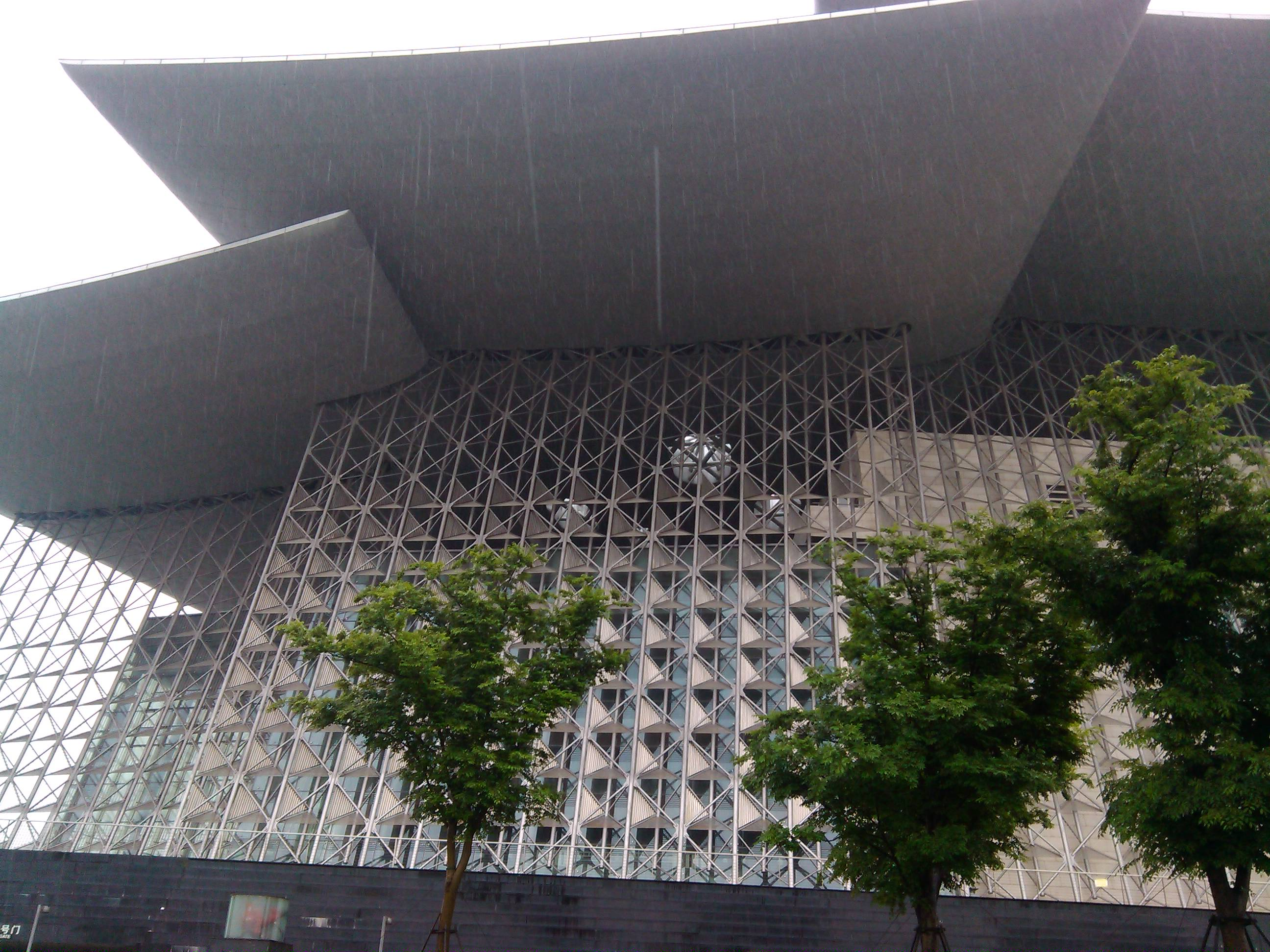

## 相关
- 锡剧